# Beatrice Trabucchi
Beatrice Trabucchi (* 30. September 2000 in Aosta) ist eine italienische Biathletin. Sie wurde 2022 Juniorenweltmeisterin mit der Staffel und startet seit 2023 im Weltcup.

## Sportliche Laufbahn
Beatrice Trabucchis erster internationaler Auftritt erfolgte bei den Jugendweltmeisterschaften 2018, wo als bestes Ergebnis Rang 13 im Einzel heraussprang. Deutlich verbessert zeigte sie sich im Folgejahr, wo die Italienerin im gleichen Wettkampf dank fehlerfreiem Schießen den fünften Platz erzielte. Im Winter 2019/20 bestritt sie mehrere Rennen im IBU-Junior-Cup und erreichte zwei Podestplatzierungen. In Martell bestritt sie außerdem erste IBU-Cup-Wettkämpfe und ergatterte mit einem 35. Platz auch erste Ranglistenpunkte. Im Winter 2020/21 bestritt Trabucchi zwar nicht viele Rennen, lief aber im IBU-Cup zweimal unter die besten 30 und gewann bei der Junioren-WM hinter Camille Bened und Henrieta Horvátová Bronze im Einzel sowie, mit Hannah Auchentaller, Gaia Brunetto und Rebecca Passler, Silber in der Damenstaffel. Ihren ersten Podestplatz im IBU-Cup erzielte die Italienerin im Dezember 2021 in Obertilliach an der Seite von Michela Carrara, Didier Bionaz und Dominik Windisch im Mixedbewerb, weiterhin nahm sie an den Europameisterschaften am Arber teil und belegte überraschend in Einzel, Sprint und Verfolgung entweder einen neunten oder zehnten Rang. Am Saisonende siegte Trabucchi außerdem gemeinsam mit Auchentaller, Passler und Linda Zingerle im Staffelrennen der Juniorenweltmeisterschaften und gewann so ihren ersten Titel bei einem IBU-Wettkampf.
In der Saison 2022/23, die Trabucchi durchgehend im IBU-Cup bestritt, belegte sie in Osrblie den fünften Rang im Sprint und realisierte damit ihr bestes Ergebnis in einem Individualbewerb. Ansonsten erzielte sie im Saisonverlauf noch vier weitere Male ein Top-15-Ergebnis, die Europameisterschaften verliefen eher enttäuschend. Zu Beginn des Winters 2023/24 gab die Italienerin in Östersund ihr Debüt im Weltcup, beendete die Rennen aber außerhalb der besten 60 Athleten. Deutlich verbessert zeigte sie sich in Hochfilzen: Zunächst schloss sie den Sprint ohne Schießfehler als 45. ab und qualifizierte sich so für die Verfolgung, wo sie sich, ebenfalls fehlerfrei, bis auf den 30. Rang verbesserte. Als Ersatz für Dorothea Wierer sprang Trabucchi zudem in der Damenstaffel ein und erreichte mit Samuela Comola, Lisa Vittozzi und Rebecca Passler den vierten Platz, nachdem sie das Rennen noch als Führende übernommen hatte. Erfolg hatte sie auch bei den Europameisterschaften 2024, wo sie Rang acht im Einzel erreichte und mit Nicola Romanin, Nicolò Betemps und Hannah Auchentaller die Bronzemedaille im Mixedbewerb gewann. Im letzten Trimester startete die Italienerin wieder im Weltcup und erzielte am Saisonende in Canmore ihre besten Ergebnisse auf dieser Ebene, indem sie die Plätze 21 und 13 erreichte, sich damit für ihren ersten Massenstart qualifizierte und diesen ebenfalls als 13. abschloss.
In die Saison 2024/25 startete Trabucchi im IBU-Cup und erreichte unter anderem einen siebten Platz im Einzel von Geilo. Ihr einziger Weltcupstart der Saison in Hochfilzen endete außerhalb der Punkteränge, nach dem Jahreswechsel lief sie auf der zweiten Rennebene weitere Male unter die besten Zwanzig und erreichte in Osrblie mit der Mixedstaffel einen Podestplatz.

## Persönliches
Beatrice Trabucchi stammt aus der Gemeinde Brusson im Aostatal. Ihre zwei Jahre jüngere Schwester Martina ist ebenfalls als Biathletin aktiv.

## Statistiken

### Weltcupplatzierungen
Die Tabelle zeigt alle Platzierungen (je nach Austragungsjahr einschließlich Olympische Spiele und Weltmeisterschaften).
- 1.–3. Platz: Anzahl der Podiumsplatzierungen
- Top 10: Anzahl der Platzierungen unter den ersten zehn (einschließlich Podium)
- Punkteränge: Anzahl der Platzierungen innerhalb der Punkteränge (einschließlich Podium und Top 10)
- Starts: Anzahl gelaufener Rennen in der jeweiligen Disziplin
- Staffel: inklusive Mixed- und Single-Mixed-Staffeln

| Platzierung               | Einzel | Sprint | Verfolgung | Massenstart | Staffel | Gesamt |
| ------------------------- | ------ | ------ | ---------- | ----------- | ------- | ------ |
| 1. Platz                  |        |        |            |             |         |        |
| 2. Platz                  |        |        |            |             |         |        |
| 3. Platz                  |        |        |            |             |         |        |
| Top 10                    |        |        |            |             | 2       | 2      |
| Punkteränge               |        | 2      | 3          | 1           | 2       | 8      |
| Starts                    | 2      | 8      | 6          | 1           | 2       | 19     |
| Stand: Saisonende 2024/25 |        |        |            |             |         |        |

### Weltcupwertungen
Ergebnisse bei Weltcups (Disziplinen- und Gesamtweltcup) gemäß Punktesystem.
| Saison  | Einzel | Einzel | Sprint | Sprint | Verfolgung | Verfolgung | Massenstart | Massenstart | Gesamt | Gesamt |
| Saison  | Platz  | Punkte | Platz  | Punkte | Platz      | Punkte     | Platz       | Punkte      | Platz  | Punkte |
| ------- | ------ | ------ | ------ | ------ | ---------- | ---------- | ----------- | ----------- | ------ | ------ |
| 2023/24 | –      | –      | 56.    | 22     | 41.        | 45         | 33.         | 28          | 46.    | 95     |
| 2024/25 | –      | –      | –      | 0      | –          | 0          | –           | –           | –      | 0      |

### Europameisterschaften
Die Tabelle zeigt alle Platzierungen bei Europameisterschaften: 
| Europameisterschaften | Europameisterschaften | Einzelwettbewerbe | Einzelwettbewerbe | Einzelwettbewerbe | Staffelwettbewerbe | Staffelwettbewerbe | Staffelwettbewerbe |
| Jahr                  | Ort                   | Einzel            | Sprint            | Verfolgung        | Frauenstaffel      | Mixedstaffel       | S.-M.-Staffel      |
| --------------------- | --------------------- | ----------------- | ----------------- | ----------------- | ------------------ | ------------------ | ------------------ |
| 2021                  | Duszniki-Zdrój        | 47.               | 54.               | 46.               | nicht ausgetragen  | –                  | –                  |
| 2022                  | Arber                 | 9.                | 9.                | 10.               | nicht ausgetragen  | 18.                | –                  |
| 2023                  | Lenzerheide           | 26.               | 42.               | 33.               | nicht ausgetragen  | –                  | –                  |
| 2024                  | Osrblie               | 8.                | 20.               | 38.               | nicht ausgetragen  | 3.                 | –                  |
| 2025                  | Martell               | 45.               | 52.               | 29.               | –                  | N/A                | N/A                |

### Jugend-/Juniorenweltmeisterschaften
Trabucchi nahm bis 2019 an den Jugend-, ab 2020 an den Juniorenwettkämpfen teil.
| Weltmeisterschaften | Weltmeisterschaften | Einzelwettbewerbe | Einzelwettbewerbe | Einzelwettbewerbe | Frauenstaffel |
| Jahr                | Ort                 | Einzel            | Sprint            | Verfolgung        | Frauenstaffel |
| ------------------- | ------------------- | ----------------- | ----------------- | ----------------- | ------------- |
| 2018                | Otepää              | 13.               | 67.               | –                 | 14.           |
| 2019                | Osrblie             | 5.                | 44.               | 22.               | 6.            |
| 2020                | Lenzerheide         | 10.               | 27.               | 21.               | 12.           |
| 2021                | Obertilliach        | 3.                | 20.               | 6.                | 2.            |
| 2022                | Soldier Hollow      | 7.                | 5.                | 10.               | 1.            |